# Монтара (Каліфорнія)
Монтара (англ. Montara) — переписна місцевість (CDP) в США, в окрузі Сан-Матео штату Каліфорнія. Населення — 2909 осіб (2010).

## Географія
Монтара розташована за координатами 37°32′54″ пн. ш. 122°29′33″ зх. д. / 37.54833° пн. ш. 122.49250° зх. д. (37.548258, -122.492369).  За даними Бюро перепису населення США в 2010 році переписна місцевість мала площу 10,04 км², уся площа — суходіл.

## Демографія
Згідно з переписом 2010 року, у переписній місцевості мешкало 2909 осіб у 1109 домогосподарствах у складі 789 родин. Густота населення становила 290 осіб/км².  Було 1167 помешкань (116/км²).
Расовий склад населення:
| - 85,6 % — білих - 4,9 % — азіатів - 0,7 % — корінних американців - 0,6 % — чорних або афроамериканців - 3,3 % — осіб інших рас |

До двох чи більше рас належало 4,8 %. Частка іспаномовних становила 11,1 % від усіх жителів.
За віковим діапазоном населення розподілялося таким чином: 21,2 % — особи молодші 18 років, 66,6 % — особи у віці 18—64 років, 12,2 % — особи у віці 65 років та старші. Медіана віку мешканця становила 46,0 року. На 100 осіб жіночої статі у переписній місцевості припадало 92,5 чоловіків;  на 100 жінок у віці від 18 років та старших — 90,0 чоловіків також старших 18 років.
Середній дохід на одне домашнє господарство  становив 120 049 доларів США (медіана — 123 194), а середній дохід на одну сім'ю — 127 492 долари (медіана — 138 036). За межею бідності перебувало 3,6 % осіб, у тому числі 0,0 % дітей у віці до 18 років та 18,9 % осіб у віці 65 років та старших.
Цивільне працевлаштоване населення становило 1605 осіб. Основні галузі зайнятості: освіта, охорона здоров'я та соціальна допомога — 22,4 %, науковці, спеціалісти, менеджери — 12,8 %, будівництво — 10,8 %, роздрібна торгівля — 9,7 %.